# Landgericht Trostberg
Das Landgericht Trostberg war ein von 1803 bis 1879 bestehendes bayerisches Landgericht älterer Ordnung mit Sitz in Trostberg im heutigen Landkreis Traunstein. Die Landgerichte waren im Königreich Bayern Gerichts- und Verwaltungsbehörden, die 1862 in administrativer Hinsicht von den Bezirksämtern und 1879 in juristischer Hinsicht von den Amtsgerichten abgelöst wurden. Der Vorgänger, das Pfleggericht Trostberg, das auch schon als Landgericht bezeichnet wurde, wird bereits 1301/7 urkundlich genannt. 

## Geschichte
Bereits 1301/7 wird in einem herzoglichen Urbar das Gericht (und die Grafschaft) Trostberg genannt. Das herzogliche Landgericht Trostberg, das den nördlichen Teil des heutigen Landkreises Traunstein umfasste, wurde im Jahr 1799 aufgelöst und erst 1803 neu gegliedert. 
Nach der Auflösung des Pfleggerichts Kling im Jahre 1799 wurden die Gerichte Kling und Trostberg am 22. August 1803 zusammengelegt und der gemeinsame Sitz nach Obing verlegt; da die dortigen Gebäude nicht den Anforderungen genügten, wurde das Gericht 1808 nach Trostberg verlegt. Dieses Landgericht älterer Ordnung wurde 1808 dem Isarkreis zugeschlagen, dessen Hauptstadt München war.
Das Landgericht umfasste die Gemeinden Albertaich, Altenmarkt an der Alz, Breitbrunn am Chiemsee, Chiemsee, Eggstätt, Emertsham, Engelsberg, Gstadt am Chiemsee, Kienberg, Kirchstätt, Oberfeldkirchen, Obing, Pittenhart, Rabenden, Schnaitsee, Seebruck, Seeon, Stein an der Traun, Tacherting, Trostberg sowie Waldhausen nebst den vom vorherigen Landgericht Tittmoning abgegebenen Gemeinden Heiligkreuz und Lindach.
Anlässlich der Einführung des Gerichtsverfassungsgesetzes am 1. Oktober 1879 wurde das Amtsgericht Trostberg errichtet, dessen Sprengel aus dem gesamten Bezirk des gleichzeitig aufgehobenen Landgerichts Trostberg bestand.